# 聖公會克洛赫教區
聖公會克洛赫教區（英語：Diocese of Clogher）是聖公會愛爾蘭教會阿馬教省下面的一個教區，位於愛爾蘭北部，包括莫納亨郡和弗馬納郡，以及利特里姆郡、卡文郡、多尼戈爾郡的一部分。
教區成立於1111年，座堂分別位於克洛赫和恩尼斯基林。現任主教為約翰．麥克道威爾。